# Здравко Мицов
Здравко Василев Мицов е български и съветски офицер, генерал-майор, заслужил лекар на НРБ, професор.

## Биография
Роден е в Плевен на 28 февруари 1903 година. От 1917 г. започва да разпространява в. „Работнически вестник“, органа на БРСДП (т.с.), а в края на септември 1918 г. приема идеите на партията.
На 15 декември 1918 г. по поръчение на Васил Караваев, създава младежка организация на БРСДП (т.с.) в Плевен, за което е изключен от гимназията, но после успява да продължи обучението си. След като завършва гимназия през 1922 г. участва в IV конгрес на БКП. През септември същата година е избран за секретар на плевенската младежка организация „Георги Кирков“.
От 1924 година е член на БКП. През 1923 година взема участие в Септемврийското въстание. От 1924 до 1927 година е емигрант в Югославия и Австрия. В Югославия лежи в затворите в Загреб и Белград. През 1927 година се установява в СССР. Първоначално работи в Централния комитет на Международната организация за подкрепа на революцията (МОПР). Там през 1928 г. става студент по медицина във Военномедицинската академия в Ленинград. След като завършва през 1932 г. е назначен за старши лекар на военноморската авиация в Севастопол и по-късно асистент във Военномедицинската академия. През 1941 г. защитава кандидатска (докторска) дисертация по медицина. Участва във Втората световна война на Ленинградския и Московския фронт. Там е старши инспектор на Главното военномедицинско управление на съветската армия с чин майор. След нея е назначен за доцент по токсикология във Военномедицинския институт в Астрахан. На 15 октомври 1945 година се завръща в България като подполковник от медицинската служба на съветската армия и продължава да работи като военен лекар. Започва работа като старши преподавател в Общовоенния хигиенен институт и е повишен в звание полковник. Между 1947 и 1962 г. е завеждащ Катедрата по военномедицинска подготовка към Висшия медицински институт в София и е избран за професор. От края на 1955 г. работи във Военната катедра на медицинския факултет на Софийския университет. От 1962 г. постъпва в катедрата по медицинска защита на ВВМИ. Там остава до края на 1969 г. В периода 1968 – 1972 г. е съветник на министъра на отбраната Добри Джуров. Достига чин генерал-майор през юни 1972. Излиза в запаса през 1973 г. Умира на 9 юли 1986 г.
Пише мемоари, озаглавени „Нелегалният канал. Спомени (1920 – 1945)“. Считан е за основател на военната токсикология и санитарно-химическата защита в България и за един от основателите на военнополевата терапия. Отговорен редактор на сп. „Военномедицинско дело“. Основател на сп. „Военно санитарно дело“ (1946). Има почетни звания „заслужил лекар“ и „народен лекар“.

## Книги
- Здравко Мицов. Военна токсикология. София, „Медицина и физкултура“, 1958 – 365 стр.
- Здравко Мицов. Пирогов. София, „Медицина и физкултура“, 1971 – 80 стр.
- З. В. Мицов, А. С. Георгиевский. Медицинская общественность и военная медицина в Освободительной войне на Балканах в 1877 – 1878 гг. М., „Медицина“, 1978 – 234 стр., илл.
- Здравко Мицов. Нелегалният канал. Спомени (1920 – 1945). София, Партиздат, 1985. – 189 стр.

## Награди
- 2 орден „Червена звезда“[6]
- два медала „За бойни заслуги“[7]
- медал „За отбрана на Ленинград“[8]
- Герой на социалистическия труд (НРБ) (указ № 625 от 25 февруари 1983)[9]
- орден „Георги Димитров“
- 2 ордена „Народна република България“ – I ст.
- 2 ордена „9 септември 1944 г.“
- орден „Кирил и Методий“ – I ст.[10]